# Отерсберг
Отерсберг (њем. Ottersberg) општина је у њемачкој савезној држави Доња Саксонија. Једно је од 11 општинских средишта округа Ферден. Према процјени из 2010. у општини је живјело 12.027 становника. Посједује регионалну шифру (AGS) 3361008.

## Географски и демографски подаци
Отерсберг се налази у савезној држави Доња Саксонија у округу Ферден. Општина се налази на надморској висини од 14 метара. Површина општине износи 99,0 km². У самом мјесту је, према процјени из 2010. године, живјело 12.027 становника. Просјечна густина становништва износи 121 становника/km².